# Mercado de trabajo
Se denomina mercado de trabajo o mercado laboral al conjunto de relaciones entre empleadores (demandante es quien ofrece empleo) y personas que buscan trabajo remunerado oferentes. El mercado de trabajo tiene particularidades que lo diferencian de otros tipos de mercados (financiero, inmobiliario, de materias, etcétera), principalmente en la cobertura de los derechos laborales y la necesidad de garantizarlos sistemáticamente.

## Economía del mercado de trabajo

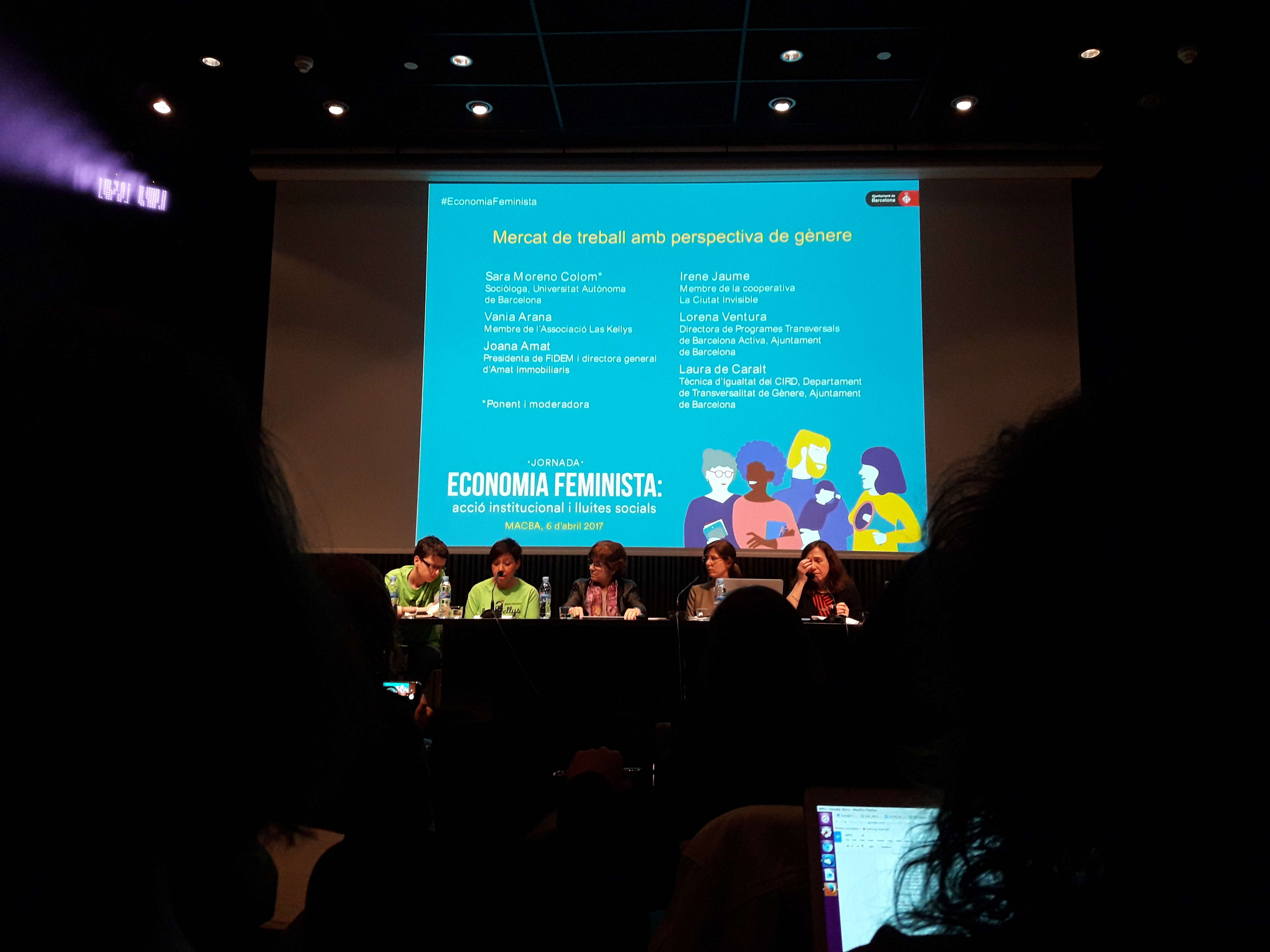
Mesa de discusión sobre el mercado de trabajo en Barcelona, España

El mercado de trabajo es el entorno económico en el cual concurren la oferta —el número de horas que quiere trabajar la población en actividades remuneradas— y la demanda —constituida por las oportunidades de empleo. Aunque intuitivamente el término «oferta de trabajo» puede llevar a equívoco: debemos entender el mismo como la «oferta de trabajadores» u «oferta de la fuerza de trabajo». En este mercado, el oferente es aquel que busca trabajar y para ello «se ofrece». El demandante es el que busca trabajadores. Del grado de equilibrio entre estas dos variables se derivan una serie de consecuencias que determinarán las características del mercado en ese momento y su posible evolución. El estudio del mercado laboral es el instrumento que contribuirá al conocimiento de dichas consecuencias.

### Empleo, salario y producto según el modelo clásico
Para los clásicos, un aumento del salario w conduce a un mayor número de personas que solicitan trabajo. La oferta laboral aumentará y la demanda de.
| {\displaystyle \ n=n(w)}             |
| {\displaystyle \ {\frac {dw}{dn}}>0} |

La cantidad de personas empleadas determinan un nivel productivo y a través de la función de producción.
| {\displaystyle \ y=y(n)}             |
| {\displaystyle \ {\frac {dy}{dn}}>0} |

Si aumenta la cantidad producida y, también lo hará el nivel de empleo n, pero este aumento será decreciente al existir siempre algún factor fijo como la tierra. 
|  | {\displaystyle \ {\frac {d(dy)}{dn}}<0} |

El empresario clásico contrata personal hasta el nivel en el que su productividad marginal (la cantidad de aumento de producto atribuible al nuevo trabajador) iguala el salario percibido por el mismo.
Si la oferta laboral aumenta, el nivel productivo y empleo asociado aumenta. Sin embargo, el salario real, es decir, el salario medido en términos de productos que se pueden comprar, desciende.

### Modelo keynesiano: Ilusión monetaria y oferta de trabajo
En el modelo keynesiano, los trabajadores ofertan horas de trabajo en función del salario monetario. Según Keynes un aumento del salario monetario produce «ilusión monetaria». El producto marginal dF/dL=dy/dn determina el salario y la cantidad de trabajadores empleados produce un nivel de output.

El salario real será el salario monetario entre el nivel de precios.
La oferta de trabajo la define así
| {\displaystyle \ W=W_{0}+W(n)} |

La oferta crece con el salario monetario a un ritmo decreciente
| {\displaystyle \ {\frac {dW}{dn}}>0;{\frac {d(dW)}{dn}}<0} |

El nivel de precios influye en la oferta de trabajo sustituyendo el salario monetario W por su valor Pw
| {\displaystyle \ Pw=W_{0}+W(n)} |

{\displaystyle W_{0}} representa un nivel del salario por debajo del cual no existe oferta laboral.
n es la cantidad de trabajo demandada que procede de la función de producción y(n)
| {\displaystyle \ y=y(n)} |

El salario es el producto marginal decreciente del trabajo
| {\displaystyle \ w={\frac {dy}{dn}}\Rightarrow {\frac {W}{P}}={\frac {dy}{dn}}} |

#### Inflación y empleo
Si los precios aumentan, el salario real disminuye por debajo de su producto marginal y las empresas contratan más personal. En caso contrario, cuando se produce una deflación, el salario real aumenta por encima de su producto marginal y las empresas despiden personal. Keynes defiende por esta razón una subida moderada del salario monetario. Cuando la renta salarial disminuye se produce un exceso de ahorro sobre la inversión planeada.
A diferencia de los clásicos, Keynes sostenía que no existe el «desempleo voluntario», ya que a un nivel de salarios, existen trabajadores que aceptarían ese salario (o aún uno más bajo) no que no consiguen trabajo. Además de mencionar la justificación empírica que daba la crisis de la década del 30, teóricamente esto se sustenta en que los trabajadores no manejan su salario real (a diferencia de los oferentes en otros mercados). Por esto, el Mercado de Trabajo no puede compararse con otros mercados de bienes y servicios.

## Indicadores de trabajo
A fin de llevar a cabo el análisis desde el punto de vista económico del mercado de trabajo, se manejan una serie de indicadores que permiten conocer su realidad y se expresan a continuación:
- Población Económicamente Activa: La constituyen todas aquellas personas que pueden clasificarse como personas con empleo o como personas desempleadas, es decir, que aportan trabajo. Si el período de referencia es corto, por ejemplo un día o una semana, se utilizan con frecuencia los términos «fuerza de trabajo» o «población actualmente activa». Si el período de referencia es largo, por ejemplo un año, puede utilizarse el término «población habitualmente activa».
- Desempleo: Son aquellas personas que integran la población económicamente activa y que no encuentran empleos.
- Subempleo: Existe subempleo cuando la ocupación que tiene una persona es inadecuada respecto a determinadas normas, como por ejemplo, las referentes a la jornada de trabajo legalmente establecida o a otra ocupación posible, teniendo en cuenta la calificación profesional (formación y experiencia profesionales).
- Índice de Salario Real: Se elabora con el objetivo de medir la evolución del poder de compra del salario.
- Empleo informal: Se refiere a las personas que poseen empleos que carecen algunos elementos básicos: protección por parte del ordenamiento jurídico, seguridad social, estabilidad, relación laboral, entre otros.
- Índice de Precios al Consumidor (IPC): Es un indicador social y económico de coyuntura, construido para medir los cambios experimentados a lo largo del tiempo en relación con el nivel general de precios de los bienes y servicios de consumo que los hogares pagan, adquieren o utilizan para ser consumidos. La Resolución sobre índices de los precios al consumidor adoptada por la decimoséptima Conferencia Internacional de Estadísticos del Trabajo (CIET) que se realizó en la ciudad Ginebra en el año 2003 así lo expresa.[cita requerida]

Los índices de precios al consumidor se utilizan con diversos fines tales como: negociación, indización o ambos casos, por el gobierno (especialmente de impuestos, contribuciones y beneficios de la seguridad social, remuneraciones y pensiones de los funcionarios tasas multas, de la deuda pública y sus intereses), en los contratos privados (sueldos, salario, primas de seguro y servicios) y en decisiones judiciales (pensiones alimentarias).